# Pool 10 bóng
10 bóng là một loại hình của bộ môn thể thao Pool gần như tương tự 9 bóng, nhưng sử dụng mười quả bóng thay vì chín và với quả bóng số 10 thay vì số 9 là "money ball"
Mặc dù trò chơi này đã tồn tại từ đầu những năm 1960, nhưng mức độ phổ biến của nó bắt đầu tăng kể từ đầu những năm 2000 do lo ngại rằng bộ môn chín bóng bị ảnh hưởng từ những sai sót trong thể thức cơ bản của nó. Điển hình là việc người chơi có thể dễ dàng giành chiến thắng từ vị trí các quả bóng sau cú phá khai cuộc. Các quy tắc tiêu chuẩn của Hiệp hội Pool-Billiard thế giới (WPA) dành cho bóng mười rất giống với quy tắc dành cho chín bóng, nhưng có những thay đổi quan trọng để tăng độ khó của trò chơi. Ngược lại với bóng chín, việc đưa bất kỳ quả bóng nào vào lỗ trong cú đề pa sẽ khó hơn một chút với cách xếp khác, người khai cuộc không thể giành chiến thắng ngay lập tức bằng cách đưa bóng số 10 vào lỗ trong cú phá, tất cả các cú đánh phải được gọi và thực hiện một cú đánh dọn bàn sau khi đề pa khó đạt được hơn.